# Gothic rock
Gothic rock (även goth rock, goth och på svenska depprock eller svartrock) är en musikgenre inom rocken med ursprung i det sena 1970-talet. Först sattes etiketten gothic rock på handfull punk- och postpunkgrupper, men i början av 1980-talet utkristalliserades en separat riktning. I kontrast till den aggressiva punken utmärkte sig de tidiga gothic rock-banden av en mer introspektiv, mörk tematik med intellektuella influenser från skräckromantik, romantiken, existentialismen och nihilismen. Några viktiga band är Siouxsie and the Banshees, Joy Division, The Cure, Bauhaus, Birthday Party, Killing Joke, Sisters of Mercy och Fields of the Nephilim.
Under 1980-talet uppkom en bredare subkultur ur gothic rock kallad goth som omfattar såväl musik som mode.

## Band i urval
- 45 Grave
- Alien Sex Fiend
- All About Eve
- Andi Sexgang
- Balaam and the Angel
- Bauhaus
- Bay Laurel
- The Birthday Party
- Catherines Cathedral
- Christian Death
- Corpus Delicti
- Cristian Death
- The Cure
- The Damned
- Dead Can Dance
- Fields Of The Nephilim
- Frank The Baptist
- Gene Loves Jezebel
- Hatesex
- Inkubus Sukkubus
- Joy Division
- Killing Joke
- Kommunity FK
- Lacrimosa
- London After Midnight
- Love and Rockets
- Malaise
- The Mission UK
- Nick Cave and the Bad Seeds
- Noctivagus
- Nosferatu
- Red Lorry Yellow Lorry
- Rhea's Obsession
- Rosetta Stone
- Screams For Tina
- Sex Gang Children
- Siouxsie and the Banshees
- The Preachers of Neverland
- The Sisters of Mercy
- The Merry Thoughts
- Southern Death Cult
- Two Witches
- Virgin Prunes
- Xmal Deutschland